# Atargatis
Atargatis (chamada Derceto pelos Gregos) era a principal deusa do norte da Síria na Antiguidade Clássica. Ela era principalmente uma deusa da fertilidade, mas, como baalat ("senhora") da sua cidade e do seu povo, era igualmente responsável pela sua proteção e bem-estar. O seu centro de culto era em Hierápolis, na moderna Mambije, a nodeste de Alepo, na Síria.
Atargatis em aramaico 'Atar'atah é uma deusa síria, a "grande deusa do norte da Siria", "a grande dama das terras do norte da Síria" como Michael Rostovtzeff a chamou.